# Sulayman Joof
Sulayman Joof (* im 20. Jahrhundert) ist ein gambischer Politiker.

## Leben
| Parlamentswahl | Stimmen | Stimmanteil     |
| -------------- | ------- | --------------- |
| 1997           | 10.313  | 53,27 %         |
| 2002           | n/a     | gewählt         |
| 2007           | 4.901   | 69,22 %         |
| 2012           | n/a     | ohne Konkurrenz |

Sulayman Joof trat als Kandidat der Alliance for Patriotic Reorientation and Construction (APRC) bei den Parlamentswahlen in Gambia 1997 zur Wahl zur Nationalversammlung im Wahlkreis Serekunda West an und konnte mehr Stimmen erlangen als sein Gegenkandidat Gibou M. Jagne von der United Democratic Party (UDP). 2002 konnte er den Wahlkreis verteidigen, Adama Bah von der People’s Democratic Organisation for Independence and Socialism (PDOIS) unterlag ihm. Bei den Parlamentswahlen 2007 war Babuocarr K. Nyang von der United Democratic Party (UDP) Herausforderer, Joof  verteidigte sein Wahlkreis. Mangels Gegenkandidaten behielt Joof seinen Wahlkreis nach der Wahl 2012. Bei den Parlamentswahlen 2017 trat Joof nicht mehr zu Wahl an.

## Auszeichnungen und Ehrungen
- 2016: July 22nd Revolution Award[1]